# Ramiro Calle
Ramiro Antonio Calle Capilla (Madrid, 1943) es un maestro de yoga y escritor. Ha escrito más de 250 libros de diversas temáticas, en su mayoría filosóficas o espirituales, aunque también recopilaciones de cuentos y guías de viajes. Desde 1971 dirige el centro de yoga Shadak. También ha dado clases en la Universidad Autónoma de Madrid, e impartido conferencias.

## Trayectoria
Ramiro Calle procede de una familia adinerada. Es hijo de un rico agente inmobiliario fundador de Exclusivas Ramiro y sobrino del autor de best sellers Frank Yerby. Se acercó al yoga cuando tenía 15 años y escuchó que era un método para el dominio de la mente. Radicó en Madrid un maestro venido de la India. Su madre iba a sus clases y un día le llevó, explica en una entrevista sobre sus orígenes.
Desde entonces ha viajado en numerosas ocasiones a la India para aprender con maestros de espiritualidad. Sus viajes a la India ya contabilizan más de cien, y para conmemorar el centenar de ocasiones que ha estado en ese país ha publicado el libro titulado "100 viajes al corazón de la India", y relata sus vivencias desde los Himalayas al cabo Comorín, desde Mumbai a la Bahía de Bengala, estableciendo contacto con sus gentes, costumbres y modos de vida. Ha alcanzado los más remotos poblados tribales y se ha adentrado en la India sagrada, encontrándose con buen número de sadhus, eremitas y mentores espirituales.
Entre sus libros se encuentra En el límite (2011), donde narra su experiencia cercana a la muerte por una enfermedad que contrajo en Sri Lanka, la  listeriosis, que lo dejó en estado de coma durante varios días y de la que a pesar de la gravedad pudo recuperarse.
Ramiro Calle explica que una de las principales razones por las que ha viajado con frecuencia a la India ha sido para "cazar hombres santos", yoguis, anacoretas y maestros espirituales.
Destaca su trabajo como divulgador del yoga y la meditación en diferentes medios de comunicación, entre ellos el programa Saber Vivir (TVE), Otra Dimensión (Telecinco) y Cuarto Milenio (Cuatro). También ha participado en programas de radio de diferentes cadenas entre ellas COPE, Antena 3 de Radio, Cadena SER, RNE, Onda Cero (como colaborador en un programa de viajes), Cadena Rato, Radio Voz, Ha publicado sus vivencias y reflexiones en la revista Espacio Humano, etc. Es conocido por ser el instructor de yoga de Fernando Verdasco, Gabino Diego, Guti, la Reina Sofia o Rodrigo Rato, quien le prologó uno de sus libros.
Además de los libros, también ha escrito numerosos artículos en revistas y periódicos, entre ellos La Vanguardia, El País, Abc, El Mundo, Época, Más Allá y Año Cero, además de autor de 24 casetes, vídeos y CD-ROM. También colabora en la revista Psicología Práctica.
El 4 de septiembre de 2003 recibió el V Premio Espiritualidad Martínez Roca.
Ramiro Calle es vegetariano estricto por motivos éticos.

## Polémicas
A raíz de un artículo que publicó sobre el kumbhamela en abril de 2007 en la revista Interviú, la embajada de la India en España le exigió disculpas. Estas no se han producido porque, según el autor, la protesta vino dada por el medio en el que se publicó y no por su contenido, pues en esta festividad no es ilegal tomar imágenes fotográficas o de vídeo y ha sido cubierta por los medios de todo el mundo en alguna ocasión. Desde entonces, exige una rectificación de la embajada porque, según él, es «un escritor libre e independiente que publica cuándo, dónde y como quiere».

## Publicaciones

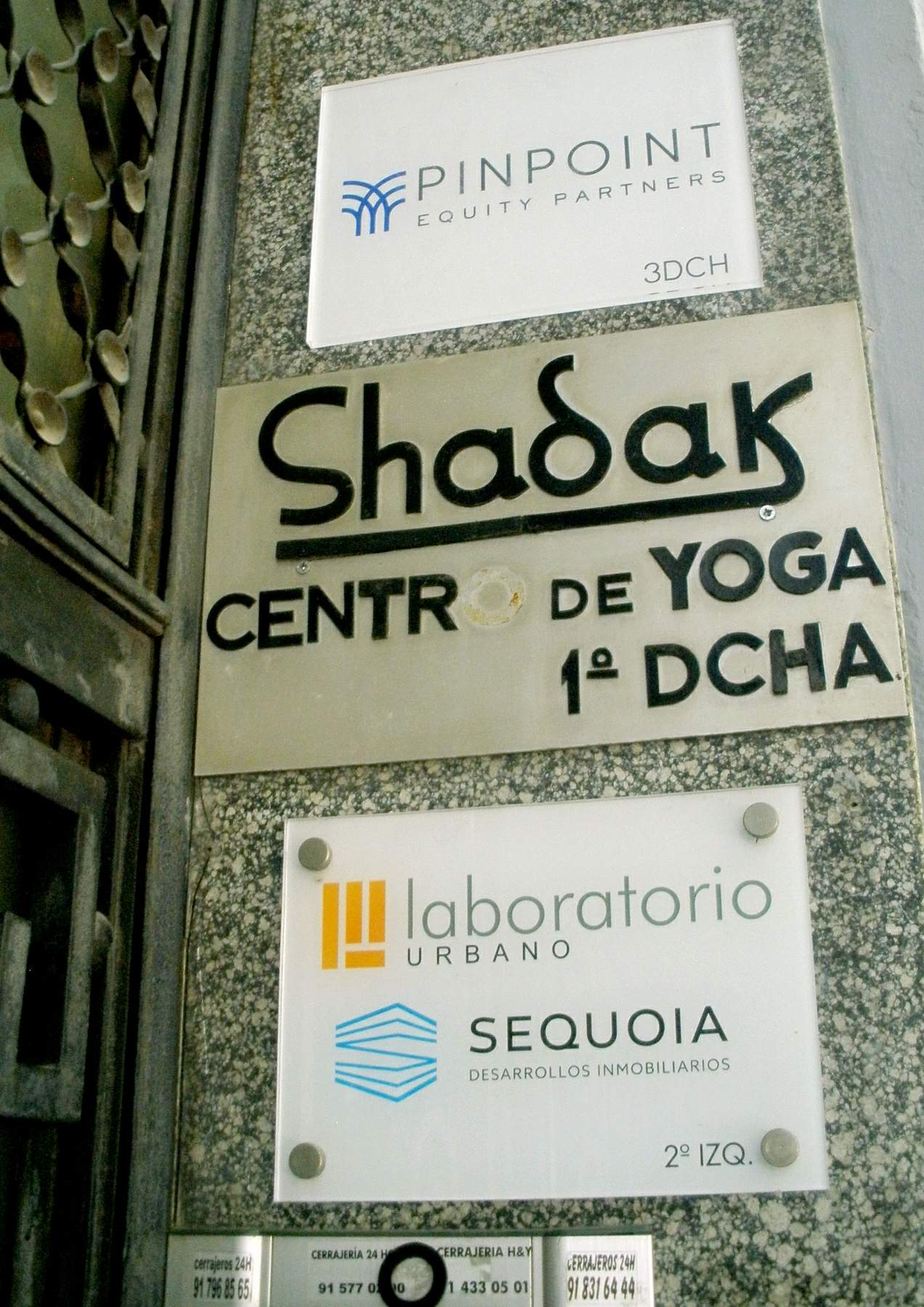
El Centro de yoga Shadak, regentado por Ramino Calle, en el nº 10 de la Calle de Ayala de Madrid

Magia negra y Ocultismo. Ediciones CEDEL. 1968.
- La sabiduría de los grandes yoguis
- Yoga para una vida sana,
- El libro de la relajación, la respiración y el estiramiento
- Ante la Ansiedad
- Terapia Afectiva
- Terapia Emocional
- Guía Practica de Terapia Yoga
- Recobrar la mente
- El dominio de la mente
- El Libro de la Felicidad
- El Libro de la Serenidad, El Libro del Amor
- Saber vivir en armonía (Ediciones Turpial)
- Superar la depresión (Ediciones Turpial)
- Govinda. En la senda de la sabiduría y la compasión (Ediciones Turpial),
- ¡Otra vez lunes! Técnicas para superar el estrés laboral (Ediciones Turpial).
- Mística Oriental para Occidentales
- Diccionario de Orientalismo
- Viaje a la India
- India del Norte
- India del Sur
- Nepal
- Sri Lanka
- Sudeste Asiático
- El Faquir (Martínez Roca)
- El Derviche (Martínez Roca),
- Govinda (Jaguar)
- Buda, el Príncipe de la Luz (Booket)
- Ramana Maharshi, el maestro perfecto (Cedel)
- Mindfulness: la lámpara de la mente
- La Ensenanza oculta de Jesus. La otra interpretación de los evangelios